# Danica Kragic

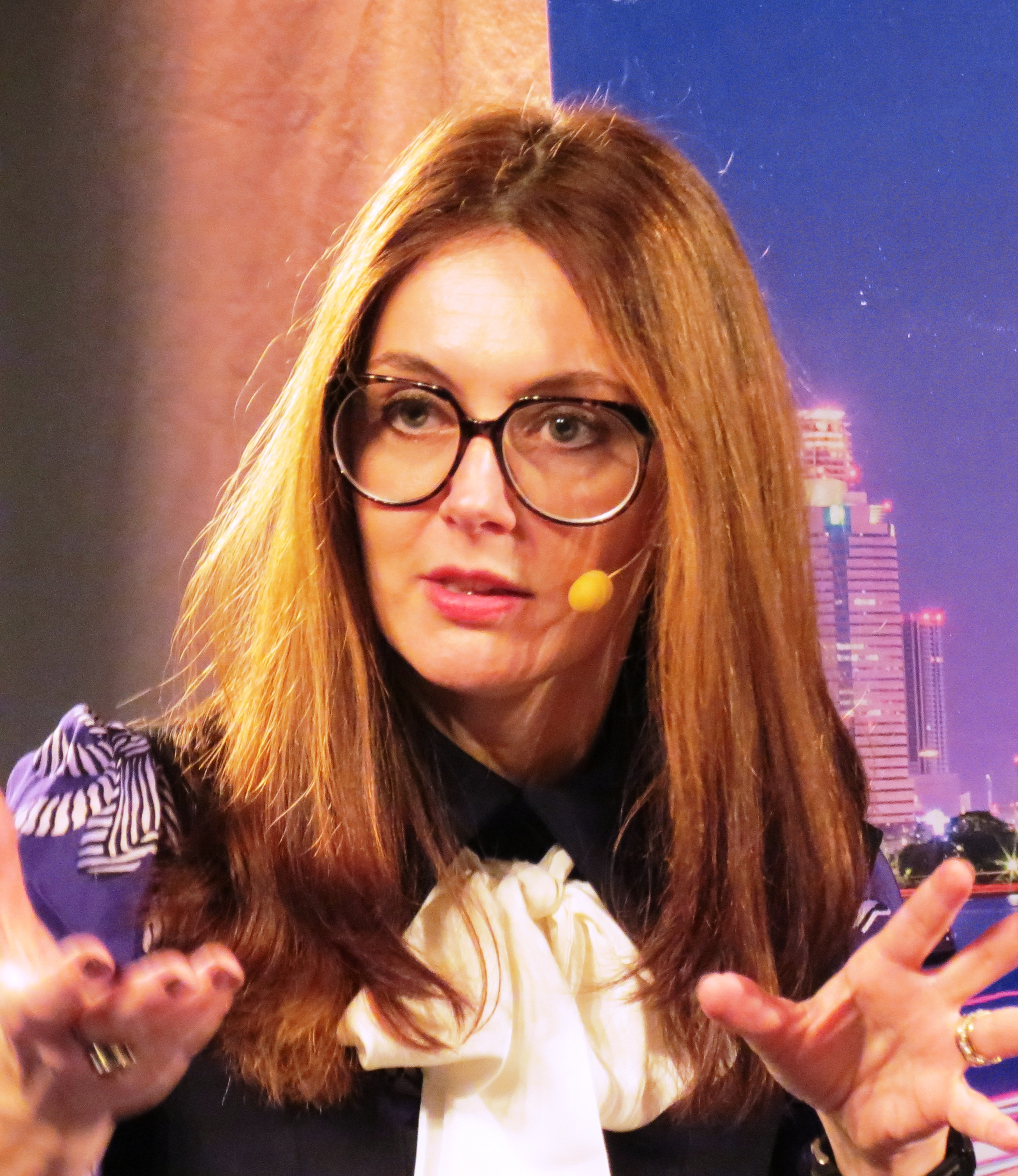
Danica Kragic, 2015

Danica Kragic Jensfelt (* 10. August 1971 in Rijeka, Jugoslawien) ist eine schwedische Informatikerin und Hochschullehrerin.  Sie ist Professorin für Informatik an der Fakultät für Elektrotechnik und Informatik an der Königlichen Technischen Hochschule in Stockholm. Ihr Forschungsschwerpunkt liegt im Bereich Robotik, Computer Vision und Maschinelles Lernen.

## Leben und Werk
Kragić studierte Maschinenbau an der Universität Rijeka und erhielt 1995 einen Master of Science-Abschluss. Im Jahr 2001 wurde sie in Informatik bei Henrik Iskov Christensen am Royal Institute of Technology in Schweden mit der Dissertation Visual Servoing for Manipulation. Robustness and Integration Issues promoviert. Von 2001 bis 2002 forschte sie am Centre for Autonomous Systems in Stockholm, 2003 an der Johns Hopkins University in Baltimore, 2004 am Forschungszentrum Inria Rennes-Bretagne Altlantique (INRIA) in Frankreich und 2006 an der Brown University in Providence und an der Johns Hopkins University, Baltimore, USA. 2006 wurde sie Dozentin für Computer Science an der Königlichen Technischen Hochschule in Stockholm und 2008 wurde sie dort Direktorin der Abteilung des Zentrums für autonome Systeme, Computer Vision und aktive Wahrnehmung.
Kragic ist Vorstandsmitglied des Instituts für Zukunftsstudien und der Eigentümerfirma FAM und SAAB der Wallenberg-Stiftung. Laut Google Scholar haben ihre wissenschaftlichen Veröffentlichungen 2020 einen h-Index von 64 erreicht.
Sie ist mit dem Forscher Patric Jensfelt verheiratet.

## Auszeichnungen (Auswahl)
- 2007: Early Academic Career Award, IEEE Robotics and Automation Society
- 2011: Mitglied Nr. 1627 der Königlich Schwedischen Akademie der Wissenschaften
- 2011: Mitglied The Young Academy of Sweden
- 2012: IEEE Senior member
- 2015: Mitglied der Königlich Schwedischen Akademie der Ingenieurwissenschaften
- 2012: Ehrendoktorwürde der Technischen Universität Lappeenranta
- 2018 ernannte Dagens Industri sie zur mächtigsten Technologiefrau Schwedens

## Veröffentlichungen (Auswahl)
- Visual servoing for manipulation: robustness and integration issues. 2001, ISBN 91-7283-120-0
- mit Christensen Henrik I: Survey on visual servoing for manipulation. 2002, Stockholm
- mit Kyrki Ville: Unifying Perspectives in Computational and Robot Vision, Springer Science+Business Media, 2008, ISBN 978-0-387-75523-6